# ベイラ湖
ベイラ湖（ベイラこ、英語: Beira Lake, シンハラ語: බේරේ වැව, タミル語: பேரே ஏரி）は、スリランカのコロンボ中心部にある湖。およそ100年前には面積が1.65平方キロメートルあったが、現在は0.65平方キロメートルまで縮んでいる。ポルトガル領時代から、様々な用途で利用されてきた。

## 名前の由来
名前の由来は不明確であるが、少なくとも1927年には地図上で「ベイラ湖」が確認できる。それ以前は、「コロンボ湖」または単に「湖」と呼ばれていた。一説には、当時湖の工事を担当していたポルトガル人技師の名前が「ベイラ」だったからと言われている。また、「デ・ベール」というオランダ人技師の名前が由来だとする説もある。デ・ベール説は「デ・ベール 1700」と書かれた銘板が湖の底から見つかったことから指示されている。
他の説では、「湖畔」を指すポルトガル語から来ているのではないかというものがある。

## 歴史
ベイラ湖は、地元の君主からコロンボを守るためにポルトガル人によって建設された。
1518年までにポルトガルはコロンボを支配したが、コーッテ王国とシンハラ軍による脅威の高まりにより、現代兵器以外の解決策を探すようになった。そのようなアイデアのうちの1つが、砦の周りに巨大な堀を作ることであった。 
堀の建設は、西側以外の砦の周囲を囲む湿地帯を掘削することから始まった。しかし、その堀の大きさに対して湿地帯の水量では不十分であったため、作業は難航した。しかし、ポルトガル人探検家のロポ・デ・ブリトーがコーッテ王国軍を追跡している途中、デマタゴダ山とセント・バスチアン山の間に川が流れているのを発見した。その後、この川と堀の間に運河を掘削し、川の水を引いてベイラ湖が完成した。
この湖は当初、北側と西側の2カ所で海と繋がっており、コロンボ砦（現在のフォート地区）を本土から完全に分離していた。そして、砦への交通手段は船のみであった。当初の面積は1.61平方キロメートルであった。
1578年にはシーターワカ王国の国王が水の供給を止めて干上がらせようとしたが失敗した。その息子も1587年に複数の運河を堰き止めてベイラ湖を干上がらせようとしたが、ポルトガル軍を破ることはできなかった。
その後オランダがこの地を占領し、砦の大きさを3分の1にしてスレイブ・アイランドなどのココナッツ用地を準備した。その後イギリスが占領した際には湖に生息していたワニを駆除し、ボートやヨットをおいてレジャー施設に変更した。また、イギリス軍がワーテルローの戦いに勝利した際には、それを記念して湖畔で舞踏会が開かれた。1810年には、ペラデニヤ植物園に植えるための種子を育てる農園がスレイブ・アイランドに建設された。
19世紀までに湖の埋め立てが進んだ結果、面積の減少と水質の悪化が生じた。

## 名称と流入・流出

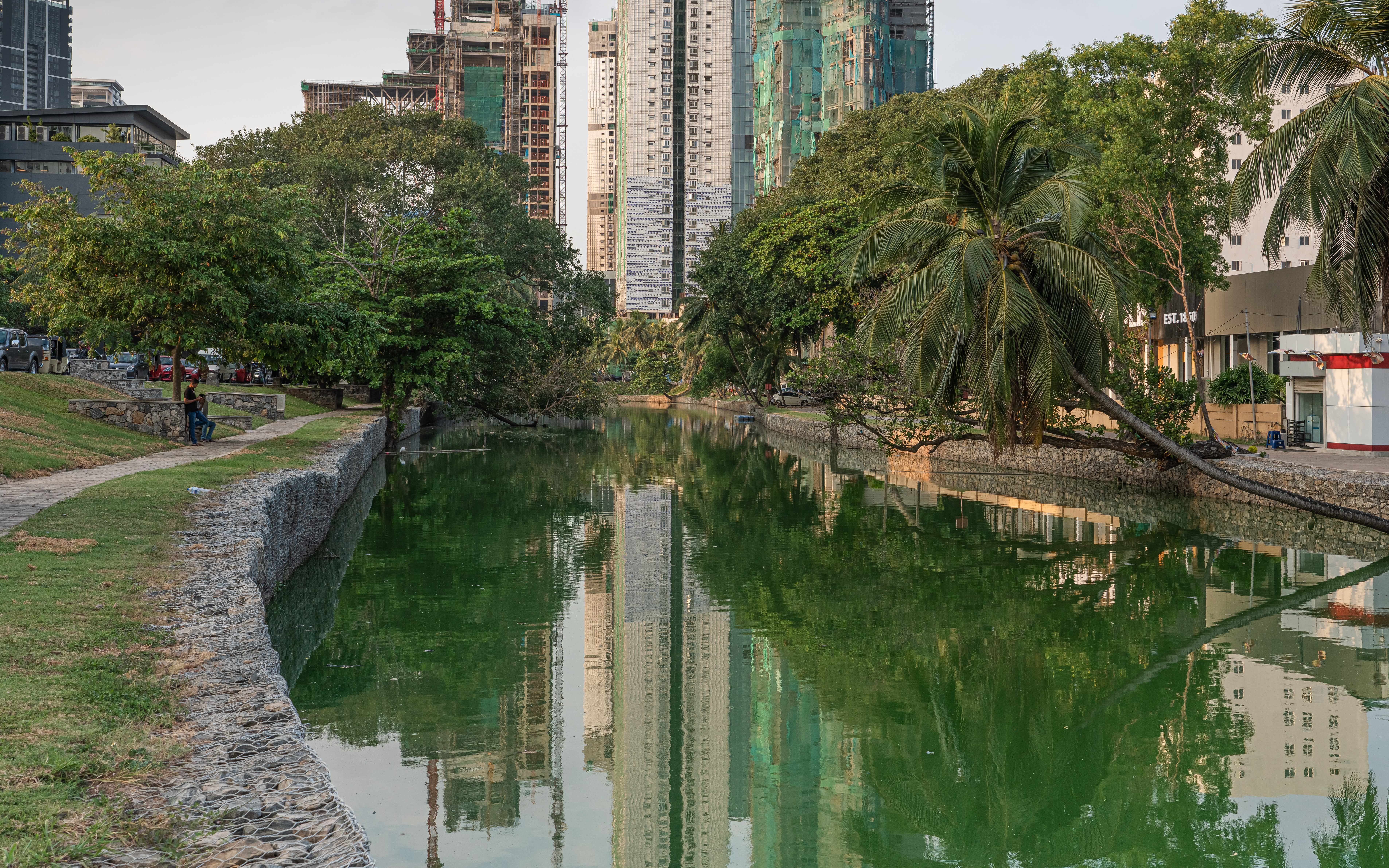
ベイラ湖の運河

湖内の埋め立てが進んだ結果、現在では複数の湖に分かれている。ベイラ湖にはケラニ川を通じて北東のセント・バスチアン運河から東湖に流入し、北側の水門を通って東湖からインド洋に流出する。東湖と他の湖は運河でつながっている。
| 名称               | 面積                    | 最大水深       | 水量                            |
| ------------------ | ----------------------- | -------------- | ------------------------------- |
| 東湖               | 0.433 km2 (0.167 sq mi) | 5.6 m (18 ft)  | 945,000 m3 (33,400,000 cu ft)   |
| ゴール・フェイス湖 | 0.026 km2 (0.010 sq mi) | 3.4 m (11 ft)  | N/A                             |
| 西湖               | 0.081 km2 (0.031 sq mi) | 3.4 m (11 ft)  | 1,795,000 m3 (63,400,000 cu ft) |
| 南西湖             | 0.114 km2 (0.044 sq mi) | 2.9 m (9.5 ft) | 163,000 m3 (5,800,000 cu ft)    |

## 周辺

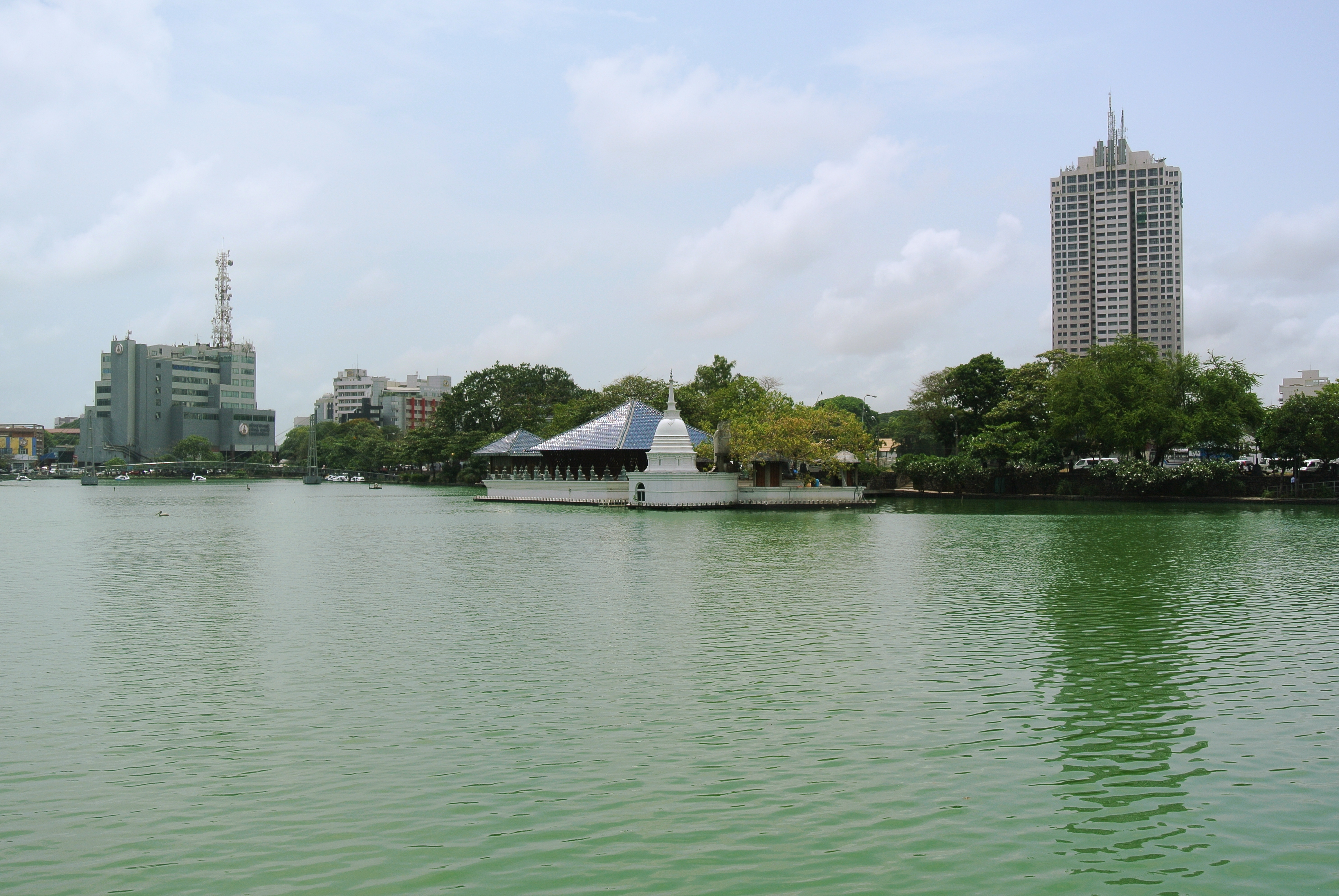
ベイラ湖畔に建つガンガラーマ寺院

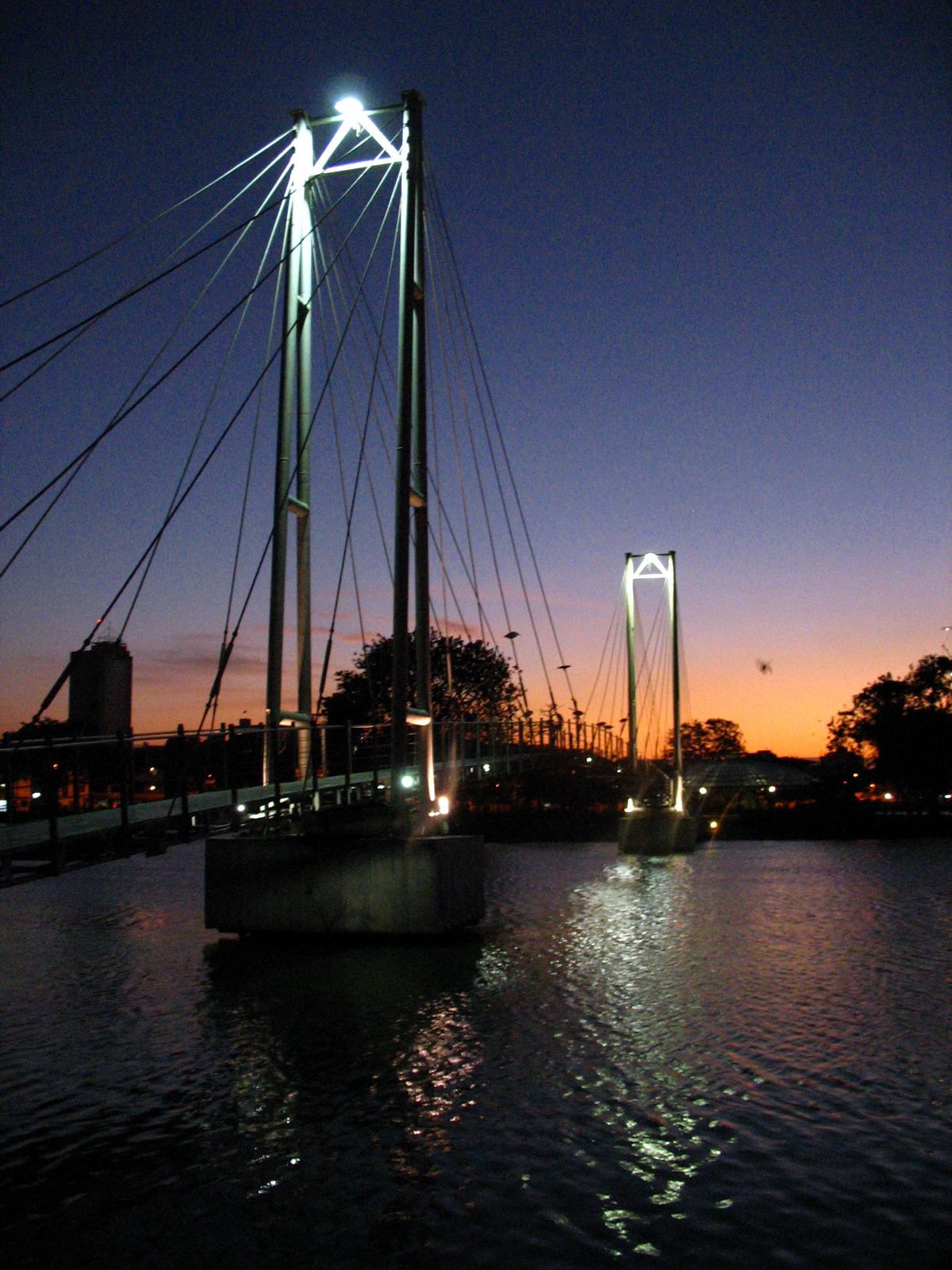
南西湖に架かる歩道橋

湖畔に建ち並ぶ倉庫群は、運河を通じてコロンボ港へと紅茶が運び込まれた頃の往時を偲ばせるが、現在はその多くが放棄されている。
長さが1マイルあったため、この湖でコロンボ・ボート・クラブが140年にわたって活動している。
また、スリランカ・コンベンション・センターが近くにあり、そのほかにも銀行や新聞社などが周囲に立地している。

## 水質汚染
水質汚染によって水面は緑がかっており、悪臭が問題となっている。